# Perdita inyoensis
Perdita inyoensis är en biart som beskrevs av Timberlake 1977. Perdita inyoensis ingår i släktet Perdita och familjen grävbin. Inga underarter finns listade i Catalogue of Life.